# Schizachne
Schizachne là một chi thực vật có hoa trong họ Hòa thảo (Poaceae).

## Loài
Chi Schizachne gồm các loài: